# Ла Гранд (Вашингтон)
Ла Гранд (енгл. La Grande) насељено је место без административног статуса у америчкој савезној држави Вашингтон.

## Демографија
По попису из 2010. године број становника је 109.
| Група             | 2000.    | 2010.      |
| Белци             | 0 (0,0%) | 94 (86,2%) |
| Афроамериканци    | 0 (0,0%) | 1 (0,9%)   |
| Азијати           | 0 (0,0%) | 3 (2,8%)   |
| Хиспаноамериканци | 0 (0,0%) | 5 (4,6%)   |
| Укупно            | 0        | 109        |